# Aur (Indonesië)
Aur is een bestuurslaag in het regentschap Medan van de provincie Noord-Sumatra, Indonesië. Aur telt 5629 inwoners (volkstelling 2010).